# Gynoplistia trispinosa
Gynoplistia trispinosa är en tvåvingeart som beskrevs av Alexander 1922. Gynoplistia trispinosa ingår i släktet Gynoplistia och familjen småharkrankar. Inga underarter finns listade i Catalogue of Life.